# Међународни дан мушкараца
Међународни дан мушкараца је годишњи међународни догађај који се слави 19. новембра. Први пут обележен 1999. године на Тринидаду и Тобагу, овај дан је, с попратним збивањима, стекао потпору многих појединаца и удружења у Аустралији, на Карибима, у Азији, Европи, Африци и Уједињеним нацијама.
Говорећи у име Унеска, директорка Жена и културе мира, Ингеборг Брајнес рекла је о Међународном дану мушкараца: То је изврсна идеја која ће допринети родној равнотежи. Додала је и да ће Унеско врло радо сарађивати с организаторима. Циљеви прославе Међународнога дана мушкараца укључују фокусирање на здравље мушкараца и дечака, побољшавање родних односа, промовисање родне равноправности, те истицање позитивних мушких узора и значај бруге о здрављу мушкараца јер они имају краћи животни век од жена и да би требало више да брину о свом здрављу.
То је прилика за наглашавање дискриминације према мушкарцима и дечацима те прославу њихових постигнућа и доприноса, посебно за њихове доприносе заједници, породици, браку и бризи за децу.
Међународни дан мушкараца слави се 19. новембра у преко 60 држава укључујући Тринидад и Тобаго, Јамајку, Аустралију, Индију, Кину, Сједињене Америчке Државе, Сингапур, Малту, Уједињено Краљевство, Јужну Африку, Мађарску, Ирску, Гану, Канаду, Данску, Аустрију, Француску, Зимбабве, Боцвану, Пакистан, Гренаду, Антигву и Барбуду, Свети Кристофор и Невис, Свету Луцију, Норвешку, Гренаду, Италију, Кајманска острва и Босну и Херцеговину.
Инагурисан је 7. фебруара 1992. године од стране Томаса Остера, руководиоца Мисури центра за мушке студије на Универзитету Мисури, а цео пројекат је замишљен годину дана раније. Томас је догађај промовисао 1993. и 1994. године, али је његов следећи покуђај 1995. године био слабо посећен и он је престао са активностима у наредним годинама. Међународни дан мушкараца се најдуже обележава на Малти, од 1994. године и обележава се у организацији Малтешког удружења за мушка права.
Доктор Џером Тилаксинг са Универзитета Западне Индије у Тринидаду и Тобагу је оживео овај догађај, а датум, 19. новембар је изабрао да ода почаст рођендану свог оца и да прослави исти датум из 1989. године када је фудбалска репрезентација Тринидада и Тобага ујединила земљу у својим настојањима да се квалификује за Светско првенство у фудбалу.
Индијска заговорница за права мушкараца Ума Чала, мајка двоје деце, такође је одиграла важну улогу у успостављању Међународног дана мушкараца као глобалног датума.
Ума Чала је била пионир у обележавању Међународног дана мушкараца у Индији 2007. не знајући одакле је тај датум заправо дошао, али верујући у важност тога да се тај дан обележи као начин да се разоткрије злостављање које мушкарци некада трпе.
За разлику од Међународног дана жена, Међународни дан мушкараца није званично признат од стране Уједињених нација, иако су идеје о обележавању овог дана биле актуелне још шездесетих година.

## Шест стубова
Циљеви Међународног дана мушкараца су дефинисани кроз шест целина:
1. Промовисање позитивних мушких узора, не само филмске звезде и спортисти, већ и свакодневни људи из радничке класе који живе пристојним, поштеним животима.
2. Прослављање позитивног доприноса мушкараца друштву, заједници, породици, браку, бризи о деци и животној средини.
3. Фокусирање на здравље и добробит мушкараца: социјално, емоционално, физичко и духовно.
4. Истакнути дискриминацију мушкараца у областима социјалних услуга, друштвених ставова и очекивања и права.
5. Побољшавање родних односа и промовисање родне равноправности.
6. Стварање безбеднијег, бољег света, где људи могу да буду безбедни и да расту да достигну свој пуни потенцијал.